# 杨醒夫
杨醒夫（1917年11月7日—2014年3月19日），辽宁省本溪市人，中华人民共和国政治家。
早年加入苏联共产党。任苏联太平洋舰队海军少尉、中尉，苏联黑龙江江防舰队司令部情报处海军上尉，苏联外贸学院和莫斯科大学中文主任讲师，北京海军司令部军校管理部办公室副主任，南京海军学院编译处处长，安徽大学外语系主任等职。2014年3月17日去世。